# میل نهایی به واردات
میل نهایی به واردات (به انگلیسی: Marginal propensity to import؛ مخفف: MPM) تغییر کسری در مخارج واردات است که با تغییر در درآمد قابل تصرف (درآمد پس از محاسبۀ مالیات و پرداخت‌های انتقالی) رخ می‌دهد. برای مثال، اگر یک درآمد قابل تصرف خانوار یک دلار افزایش یابد و میل نهایی به واردات ۰٫۲ باشد، آنگاه خانوار ۲۰ سنت از آن دلار را صرف کالاها و خدمات وارداتی خواهد کرد.

از نظر ریاضی، تابع میل نهایی به واردات (MPM) به صورت مشتق تابع واردات (M) نسبت به درآمد قابل تصرف (Y) بیان می‌شود.
{\displaystyle \mathrm {MPM} ={\frac {{\text{d}}M}{{\text{d}}Y}}}
به عبارت دیگر، میل نهایی به واردات به صورت نسبت تغییر در واردات به تغییر در درآمد اندازه‌گیری می‌شود، بنابراین عددی بین ۰ و ۱ خواهد بود.
واردات همچنین به عنوان تثبیت‌کنندۀ خودکار در نظر گرفته می‌شود که برای کاهش نوسانات تولید ناخالص داخلی حقیقی عمل می‌کند.
دولت بریتانیا فرض می‌کند که شهروندان بریتانیایی میل نهایی بالایی به واردات دارند و بنابراین از کاهش درآمد قابل تصرف به عنوان ابزاری برای کنترل حساب جاری در تراز پرداخت‌ها استفاده خواهد کرد.